# Manchuria durante la dinastía Ming
Manchuria durante la dinastía Ming se refiere a la dominación de la dinastía Ming de China sobre la región de Manchuria, incluida la actual China nororiental y la Manchuria exterior. El gobierno Ming de Manchuria comenzó con la su conquista a finales de la década de 1380, después de la caída de la dinastía Yuan, liderada por los mongoles, y alcanzó su apogeo a principios del siglo XV con el establecimiento de la Comisión Militar Regional Nurgan. Con la disolución de la Comisión Militar Regional de Nurgan, el poder Ming disminuyó considerablemente en la región de Manchuria. A partir de la década de 1580, Nurhaci, el jefe de los yurchen de Jianzhou que había sido vasallo de los Ming, comenzó a tomar el control de la mayor parte de Manchuria durante las siguientes décadas, y en 1616 estableció el Jin Posterior y renunció abiertamente al señorío Ming con los siete agravios. La dinastía Qing establecida por su hijo Hong Taiji eventualmente conquistaría a los Ming y tomaría el control de China  .
Desde finales del siglo XIV  hasta principios del siglo XVII, la dinastía Ming gobernó Manchuria. Las rebeliones de las tribus Jurchen fueron reprimidas por el gobierno de la Dinastía Ming. Durante el siglo XV, el emperador Yongle creó la Comisión Militar Regional de Nurgan en Manchuria para administrar la región, y se colocaron guardias Ming en el territorio para garantizar que las tradicionales relaciones exteriores chinas se mantuvieran en paz. Más tarde, la dinastía Ming adoptó una estrategia política de divide y vencerás para las diferentes tribus yurchen de la región. Se utilizaron varios métodos para asegurarse de que los yurchen se sometieran a Ming y evitar que se aliaran con los mongoles y los coreanos. La mayoría de los yurchens, a excepción de los yurchen salvajes, estaban subordinados a los Ming. Los yurchens de Liaodong fueron gobernados directamente por los Ming, mientras que los yurchens de Jianzhou y yurchens de Haixi aceptaron el estatus de vasallos de los Ming. Los yurchens restantes que no establecieron una conexión constante con China fueron conocidos como los Jurchens Salvajes.

## Historia
El Imperio mongol conquistó toda la Manchuria (incluido China del Noreste y Manchuria exterior) en el siglo XIII y quedó bajo el gobierno de la dinastía Yuan establecida por Kublai Kan. Después del derrocamiento de la dinastía Yuan por la dinastía Ming liderada por la etnia Han en 1368, Manchuria todavía estaba bajo el dominio de los restos de Yuan, conocidos en historiografía como los Yuan del Norte. Naghachu, un exfuncionario Yuan y general urianjái de la dinastía Yuan del Norte, ganó la hegemonía sobre las tribus mongoles en Manchuria (provincia de Liaoyang de la antigua dinastía Yuan). A medida que se hizo fuerte en el noreste, los Ming decidieron derrotarlo en lugar de esperar a que los mongoles atacaran. En 1387, los Ming enviaron una campaña militar para atacar Naghachu,  Esto terminó con la victoria de los Ming y también concluyó con la rendición de Naghachu y la toma de Manchuria por parte de los Ming.
La primera corte Ming no impuso tanto control sobre los yurchen como si lo hizo la dinastía Yuan; no les impuso impuestos ni estableció estaciones postales en Liaodong y el norte de Manchuria (como sí lo había hecho la dinastía Yuan), lo que habría promovido un mayor control. A pesar de esto, la corte Ming instaló guardias (衛, wei) en Liaodong bajo el emperador Zhu Yuanzhang y en el norte de Manchuria más tarde bajo el emperador Yongle. Sin embargo, los líderes yurchen continuaron recaudando impuestos y formando ejércitos para sí mismos. La sociedad yurchen no se sinizó ; Los guardias sirvieron para reafirmar las relaciones exteriores tradicionales chinas en las que los yurchens muestran alguna forma de sumisión a Ming.
Al final del reinado de Hongwu, se había establecido una política clave hacia los yurchen. La mayoría de los habitantes yurchen en Manchuria, salvo los más salvajes, vivían en paz con China. Sin embargo, aún no se había consolidado una relación adecuada entre la China Ming y sus vecinos del noreste. Aunque el sistema de guardias estaba presente en el sur de Manchuria, apenas se había extendido al norte, y las normativas para los tributos y el comercio aún estaban en proceso de formulación.
El emperador Yongle asumió nuevamente la responsabilidad de diseñar el marco para las relaciones entre los Ming y los yurchen. Buscaba mantener la paz con ellos y prevenir cualquier alianza que pudieran forjar con mongoles o coreanos que pudiera amenazar las fronteras chinas. Una estrategia para ganarse el favor de los yurchen fue iniciar un sistema regular de tributos y comercio, lo cual era beneficioso tanto para ellos como para los Ming, que necesitaban ciertos productos yurchen.
Por último, el emperador diferenció entre Liaodong y otras áreas yurchen más al norte. Liaodong se integraría al sistema administrativo normal de los Ming, con la creación de una Comisión Militar Regional y un conjunto de obligaciones militares y fiscales similares a las de las provincias chinas. En el norte de Manchuria, el emperador Yongle estableció una serie de guardias y redujo la influencia coreana entre los yurchen, logrando la paz en las tierras adyacentes a los ríos Tumen, Amur, Songhua y Ussuri. El gobierno chino adquirió experiencia sobre los diferentes grupos y líderes yurchen.
La influencia cultural y religiosa china, como el Año Nuevo chino y los motivos como el dragón, así como los bienes materiales como la agricultura, la ganadería y la seda, se extendieron entre los nativos de Amur, como los Udeghes, Ulchis y Nanais.
Sin embargo, la instauración de una guardia no siempre conllevaba un control político directo; en ocasiones, se empleaba para mejorar las relaciones exteriores. En 1409, durante el reinado del emperador Yongle de la dinastía Ming, se erigió la Comisión Militar Regional de Nurgan en las riberas del río Amur. A Yishiha, un eunuco de ascendencia Haixi yurchen, se le asignó dirigir una expedición hacia la desembocadura del Amur con el fin de pacificar a los yurchen salvajes. La recepción de los líderes yurchen fue amistosa y, como gesto de reciprocidad, Yishiha les ofreció regalos. Estos, a su vez, aceptaron la creación de la Comisión Militar Regional de Nurgan por parte de los Ming y el envío de una misión tributaria para acompañar a Yishiha de regreso a la corte.
En 1413, el emperador envió nuevamente a Yishiha a Nurgan para encontrarse con los líderes yurchen y erigir el templo de Yongning, con el propósito de difundir el budismo entre los yurchen menos sedentarios. Nurgan albergó el templo Yongning (永寕寺), dedicado a Guanyin, fundado por Yishiha (Išiqa) en 1413. Existe evidencia de que durante una de sus expediciones al bajo Amur, Yishiha llegó incluso a la isla de Sajalín y otorgó títulos Ming a un jefe local. Sus esfuerzos fueron bien recibidos debido a su profundo conocimiento de las costumbres y actitudes yurchen.
El tributo y el comercio comenzaron a fluir hacia China desde Nurgan, mientras que los líderes yurchen aceptaron los títulos otorgados por los Ming. El budismo fue promovido entre los pueblos nativos y se facilitaron el comercio y las comunicaciones mediante la creación de estaciones postales en Nurgan. No obstante, la corte Ming no ejerció un dominio político sobre la suerte de los yurchen salvajes, sino que simplemente mantuvo su presencia en el extremo noreste de Manchuria. Tras el fallecimiento del emperador Yongle, esta tarea se tornó cada vez más ardua. Según los registros de la dinastía Ming, se establecieron 384 guardias y 24 batallones en Manchuria, aunque probablemente se tratara de designaciones meramente nominales.
Durante la era Yongle, se reporta la presencia de un fuerte chino en Aigun, ubicado en la orilla izquierda (noroeste) del río Amur, aguas abajo de la desembocadura del río Zeya. Este asentamiento de la dinastía Ming estaba situado frente al Aigun posterior, que fue reubicado durante la Dinastía Qing. La última flota dirigida por Yishiha comprendía 50 grandes barcos tripulados por 2.000 soldados, quienes transportaron al recién nombrado jefe (quien había residido en Pekín) hacia Tyr.
Las mujeres Nivjis en Sajalín contrajeron matrimonio con funcionarios chinos de la dinastía Ming cuando esta recibía tributo de Sajalín y la región del río Amur. Boluohe, Nanghar y Wuliehe fueron puestos de avanzada del Yuan creados para recibir tributo de los Ainu después de que concluyera su guerra con el Yuan en 1308. Durante el siglo XV , los puestos de avanzada chinos Ming en Sakhalin y el área del río Amur recibieron tributo en forma de pieles de animales de los Ainu en Sajalín, Uilta y Nivjis. Esto ocurrió después de que el emperador Yongle estableciera el templo Yongning en Tyr junto con los puestos de avanzada Nurkan (Nurgan) en 1409. En 1431, los Ming ocuparon el puesto en Wuliehe y recibieron tributo en forma de pieles de marta del comandante asistente Alige en Sajalín. Después de que los Ming otorgaran títulos como weizhenfu (oficial encargado de la subyugación), zhihui qianshi (comandante de asistencia), zhihui tongzhi (vicecomandante) y Zhihuishi (comandante) a los jefes indígenas de Sajalín, recibieron tributo de los jefes Alingge, Tuolingha, Sanchiha y Zhaluha en 1437.
La posición de jefe entre los pueblos indígenas de Sajalín se heredaba de padres a hijos, y estos últimos acompañaban a sus padres a Wuliehe. Los funcionarios Ming entregaban uniformes de seda con el rango correspondiente a los Ainu de Sajalín, Uilta y Nivjis después de rendir homenaje. La región de la Provincia Marítima tenía un "sistema Ming" para los implementadores de los pueblos subyugados de los pueblos indígenas de Sajalín. Sajalín recibió herramientas de hierro del continente asiático a través de este comercio cuando los grupos Tungus se unieron entre 1456 y 1487. Las jerarquías indígenas locales recibieron cargos políticos integrados con los chinos Ming. El sistema Ming en Sajalín fue imitado por los Qing.

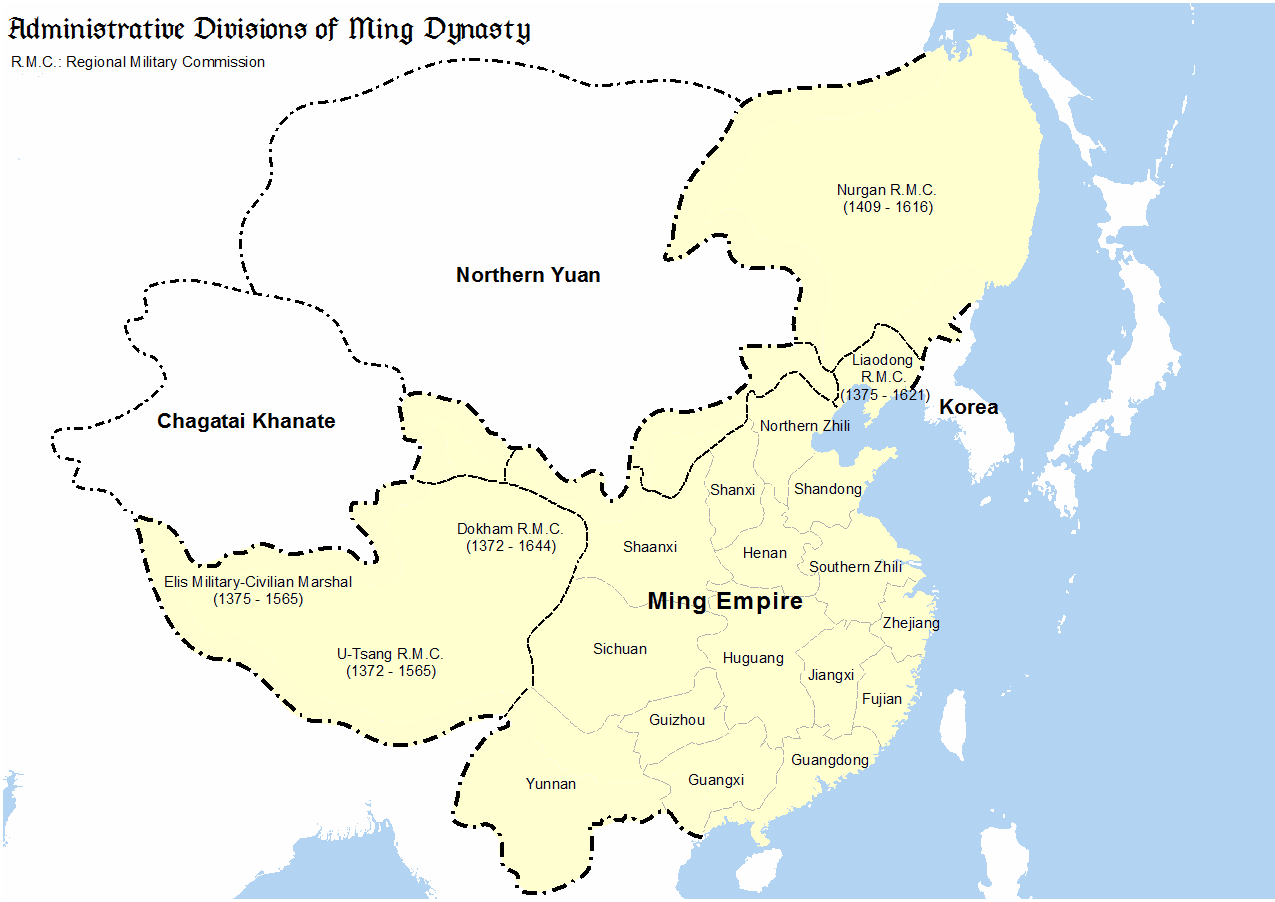
Divisiones administrativas de la dinastía Ming en 1409

La Comisión Militar Regional de Nurgan fue abolida en 1435, 11 años después de la muerte del emperador Yongle, y aunque los guardias continuaron existiendo en Manchuria, la corte Ming dejó de tener actividades administrativas sustanciales allí porque los jefes de los grupos étnicos locales actuaban como Los funcionarios locales y muchas de las aldeas y guardias Jurchen se convirtieron en tribus semihereditarias o ducados de bajo rango. Después de eso, estos guardias y los asuntos de Manchuria fueron gestionados por la Comisión Militar de Liaodong de la provincia de Shandong . Aunque el gobierno Ming y la tribu yurchen todavía participaban en actividades soberanas como el pago de tributos, los conflictos continuaron aumentando y el gobierno Ming llevó a cabo numerosos cercos y represiones contra la tribu rebelde yurchen en Manchuria. Las batallas más importantes fueron las dos operaciones de "arado" de Manchuria por parte del emperador Chenghua en 1467 y 1479, y la represión de los rebeldes Jurchen Atai en 1583. Li Chengliang, el comandante en jefe de Liaodong de la dinastía Ming, mató por error al padre y al abuelo de Nurhaci en esta batalla con Atai. A finales del período Ming, la presencia política Ming en Manchuria había disminuido considerablemente, aunque continuó otorgando títulos a los jefes yurchen. Irónicamente, sin embargo, fueron los pueblos de esta región los que causaron la caída de la dinastía Ming. A partir de la década de 1580, Nurhaci (1558-1626), un jefe de los yurchen de Jianzhou que originalmente era vasallo Ming y se consideraba oficialmente un guardián de la frontera Ming y un representante local del poder imperial de la dinastía Ming, comenzó a tomar el control real de la mayor parte de Manchuria unificando otras tribus yurchen durante las siguientes décadas. En 1616, se declaró el "kan brillante" del Estado de Jin Posterior. Dos años más tarde anunció los " Siete agravios " y renunció abiertamente a la soberanía del señorío Ming y comenzó a luchar contra los Ming. En 1636, se adoptó formalmente el nombre étnico "manchú" y el nombre dinástico Posteriormente Jin se cambió a Gran Qing, con su capital original situada en Mukden (Shenyang) ligeramente al norte de Willow Palisade que definía la frontera de la región de Liaodong gobernada por los Ming. En 1644, después de que el rebelde chino Li Zicheng derrocara a la dinastía Ming, el general chino leal Wu Sangui invitó a las fuerzas Qing a expulsar a Li de Pekín. Qing gobernó el norte de China durante 40 años hasta 1683, cuando ganaron una guerra civil contra sus antiguos vasallos leales en el sur de China y, por lo tanto, obtuvieron el dominio sobre toda la China propia.

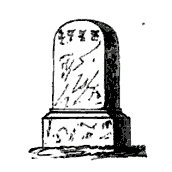
Vista de la estela del templo de Yongning de 1413, de Los rusos en el Amur (1861) de Ernst Georg Ravenstein (1834-1913).

El cambio de nombre de yurchen a Manchú se hizo para ocultar el hecho de que los antepasados de los manchúes, los yurchens de Jianzhou, estaban gobernados por los chinos.  La dinastía Qing escondió cuidadosamente las 2 ediciones originales de los libros " Qing Taizu Wu Huangdi Shilu " y " Manzhou Shilu Tu " (Taizu Shilu Tu) en el palacio Qing, prohibidas a la vista del público porque mostraban que la familia manchú Aisin Gioro había sido gobernado por la dinastía Ming. En el período Ming, los coreanos de Joseon se referían a las tierras habitadas por los yurchen al norte de la península de Corea, sobre los ríos Yalu y Tumen, como parte de la China Ming, y llamaban a las tierras Jurchen el "país superior" (sangguk), el nombre por lo que llamaron a la China Ming. Los Qing ocultaron deliberadamente la antigua sumisión de los manchúes a los Ming al excluir de la Historia de los Ming las referencias y la información que mostraban esta relación anterior. Debido a esto, Historia de Ming no utilizó los Registros Veritables de Ming como fuente de contenido sobre yurchens durante el período en que fueron gobernados por Ming.